# Minettia ignobilis
Minettia ignobilis är en tvåvingeart som beskrevs av Malloch 1933. Minettia ignobilis ingår i släktet Minettia och familjen lövflugor. Inga underarter finns listade i Catalogue of Life.